# Markus Dinkel
Markus Dinkel (* 12. Februar 1762 in Eiken; † 5. Februar 1832 in Bern) war ein Schweizer Kunstmaler, der bevorzugt Aquarelle und Gouachen von Schweizer Trachten anfertigte.

## Leben

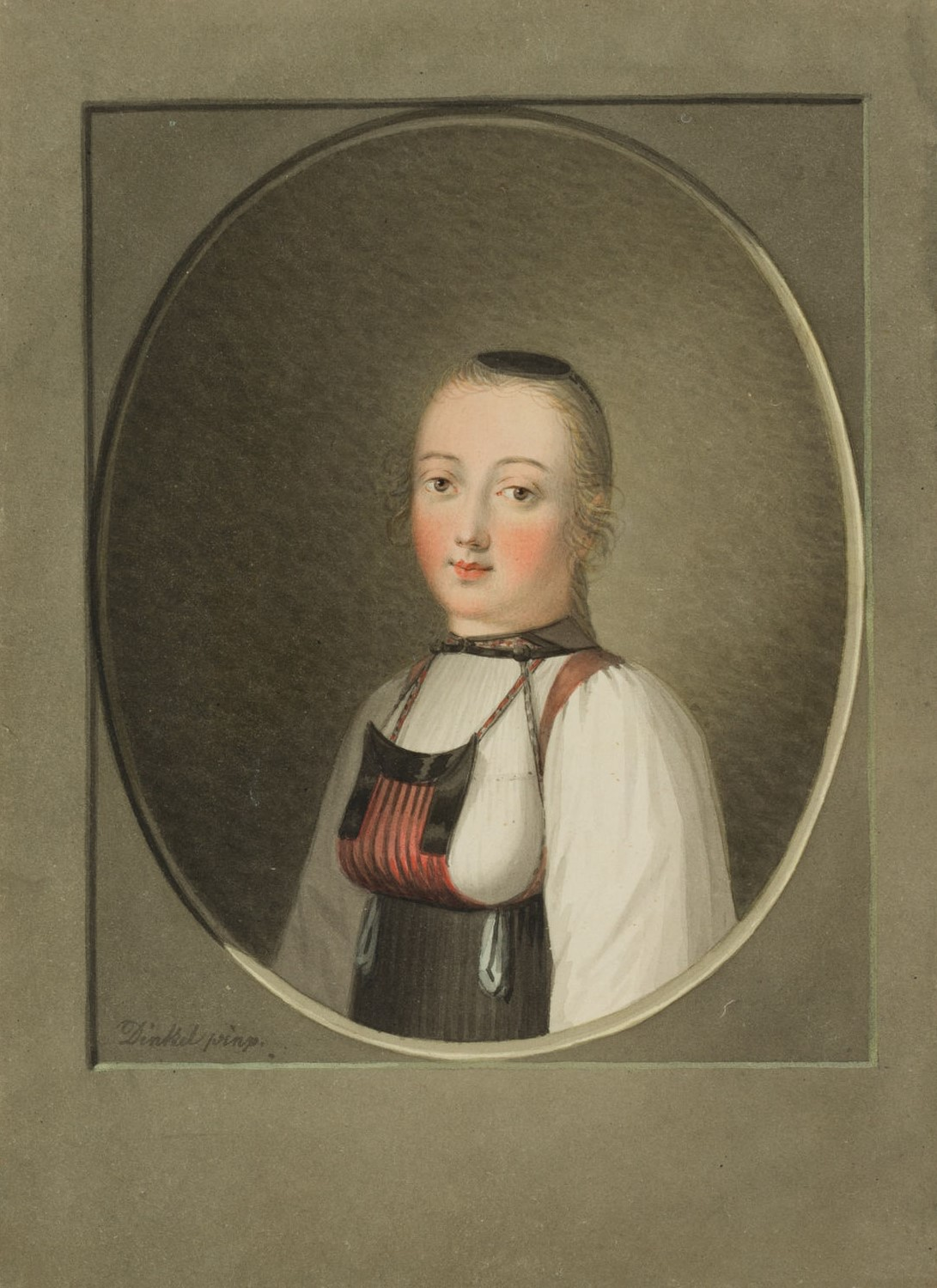
Markus Dinkel: Junge Frau in der Guggisberger Tracht Tracht, Gouache

Markus Dinkel: Mädchen, erotische Studie in Berner Tracht, Gouache

Markus Dinkel wurde 1762 im damals noch zu Vorderösterreich gehörenden Eiken geboren. In den 1780er Jahren bewarb er sich in Zürich vergeblich um eine Ausbildung bei dem Landschaftsmaler Johann Heinrich Wüest. Erfolgreicher war Dinkel bei Johann Kaspar Lavater, der ihm einige Aufträge erteilte. Lavater, selbst mehrfach von Dinkel porträtiert, war mit den Leistungen und der Lebensführung von Dinkel nicht zufrieden. Unter einem Selbstporträt von Dinkel notierte er am 20. März 1790: «So vor dem Spiegel steht ein Gemisch von Talent / und von Leichtsinn.»
Ab 1793 siedelte Markus Dinkel dauerhaft nach Bern über. Zunächst kam er als Kolorist bei Gabriel Lory (1763–1840) unter. Als selbstständiger Künstler arbeitete er überwiegend als Porträtmaler für das lokale Patriziat und als Trachtenmaler für Reisende auf der Grand Tour, die sich von ihm mitunter in Schweizer Volkstrachten darstellen liessen. Bekannt ist ein Porträt der Joséphine de Beauharnais in Berner Bauerntracht, das während ihres Aufenthaltes in der Schweiz 1810 entstanden sein dürfte. Ein beträchtlicher Teil von Dinkels Werk stellt freizügige und erotische Sujets dar.
1810, 1818, 1824 und 1830 beteiligte sich Markus Dinkel an den Berner Kunst- und Industrieausstellungen mit Aquarellen (1810 nach Raphael, de la Haye und Boucher). Zusammen mit Johann Emanuel Locher fertigte Markus Dinkel ab 1820 für Johann Peter Lamy Zeichnungen für den aussergewöhnlich sorgfältig gestalteten Recueil des Portraits Suisses des 22 Cantons. Nach Gerold Rusch entstand der Band auf die Initiative von Prinzessin Charlotte de Galles verehelichte von  Sachsen-Coburg-Saalfeld. Aufgrund eines aufwändigen Lebensstils verarmte Dinkel. Der Verkauf von Nuditäten war seinem Ruf abträglich. Vor dem Bankrott stehend stürzte sich Dinkel am 5. Februar 1832 von der Berner Untertorbrücke in die Aare und ertrank. Das Konkursverfahren wurde nach seinem Tod im März eröffnet.

### Rettung des Niklaus von Steiger
Am 5. März 1798 half Markus Dinkel als freiwilliger Kanonier nach der Schlacht am Grauholz bei der Rettung des regierenden Berner Schultheissen Niklaus Friedrich von Steiger. Die Rettung von Steigers durch Markus Dinkel und von Steigers Ordonanzkorporal Christian Dubi stach Balthasar Anton Dunker 1800 in der Kupferstichfolge Letzte Lebensjahre Friedrichs von Steiger. Die spätere Schilderung von Christian Dubi um 1815 relativiert die Rolle Dinkels, der erst hinter Bern auf von Steiger und ihn gestossen sein soll. Die bildlichen Darstellungen Dunkers von 1800 beruhen dagegen auf der Sichtweise von Markus Dinkel, in der er seinen Beitrag an der Rettung früher und aktiver einsetzt.

## Rezeption
Markus Dinkel wurde trotz seiner malerischen Qualitäten, seines eigenen Stils und einer europaweiten Bekanntheit bereits durch die Zeitgenossen als eigenwilliger «Kauz» abqualifiziert und in die einschlägigen Künstlerverzeichnisse seiner Zeit (Füssli, Meusel, Nagler) nicht aufgenommen. Er wird in der Kunstgeschichte unter die Schweizer Kleinmeister eingeordnet.

## Werke
Arbeiten Dinkels finden sich in den Kunstmuseen von Aarau, Basel, Bern und Solothurn, sowie im Fricktaler Museum in Rheinfelden. Eine umfangreiche repräsentative Sammlung seiner Arbeiten auf Papier wurde 1910 vom Fitzwilliam Museum in Cambridge erworben. Auch das British Museum in London besitzt eine kleinere Sammlung von Werken von und nach Markus Dinkel.
Auswahl
- Johann Kaspar Lavater in seiner Studierstube Gouache, 1790.
- Niklaus Friedrich von Steiger, Gouache, Brustbild, 1798.
- Leda und ihre Schwester Althaia mit dem Schwan, nach dem Gemälde von François Boucher.
- Josephine Beauharnais in Berner Tracht, 1810.
- Arthur Wellesley, 1. Duke of Wellington, 1815.
- Recueil de portraits et costumes Suisses des 22 cantons accompagné d’un supplément, Johann Peter Lamy, Bern 1820–1829.
- Prinz Louis Napoleon, Sohn der Königin Hortense, Museum Schloss Arenenberg.

## Ausstellungen
- Fashioning Switzerland: Portraits and landscapes by Markus Dinkel and his contemporaries, Fitzwilliam Museum, Cambridge, 4. Juni bis 22. September 2013.[6]